# Philippe Suchard
Philippe Suchard fue un chocolatero y empresario suizo que nació el 9 de octubre de 1797 en Boudry y murió el 14 de enero de 1884 en Neuchâtel. 

## Biografía
En 1825 fundó una chocolatería en Neuchâtel, que un año después se convirtió en la fábrica de chocolate Suchard, que él presidiría hasta 1884, año en la que se la legó a su hijo Philippe.
Pero esta chocolatería no fue lo único que Philippe Suchard hizo. En 1834, construyó el barco a vapor L'Industriel en el lago de Neuchâtel, en el que él era también el capitán, dando de esta forma inicio a la marina mercante suiza.
Era miembro de la francmasonería de la Bonne Harmonie de Neuchâtel.